# Martin Wallace

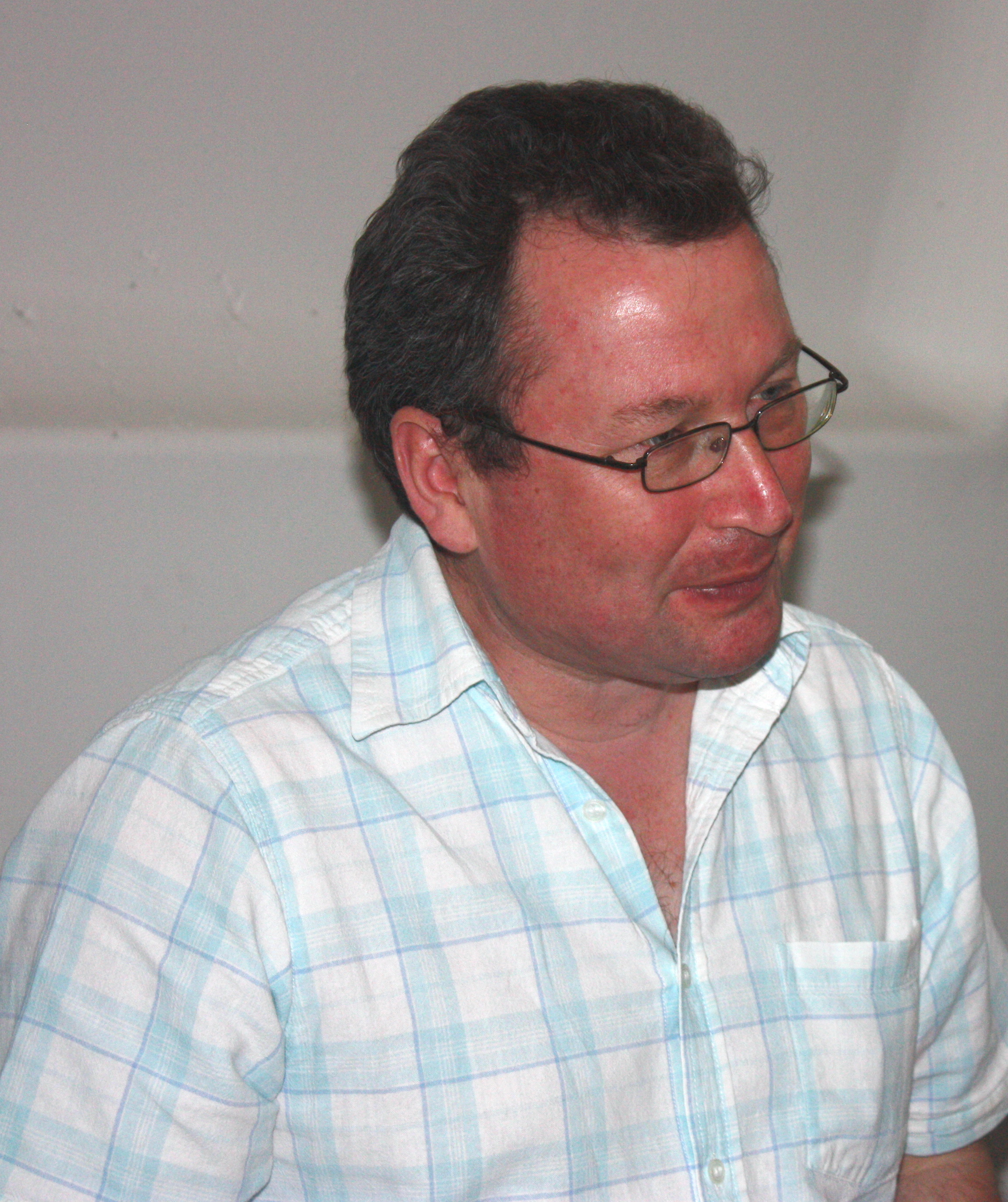
Martin Wallace

Martin Wallace – angielski projektant gier planszowych pochodzący z Manchesteru. Obecnie mieszka w Nowej Zelandii.
Jest założycielem wydawnictwa Treefrog Games (wcześniej Warfrog Games).
Martin Wallace znany jest z projektowania złożonych gier strategicznych, które łączą w sobie cechy zarówno gatunku eurogier jak i ameritrashowych.

## Wybrane tytuły
- Age of Steam
- Runebound
- Struggle of Empires
- Railroad Tycoon
- Brass
- Tinners' Trail
- God's Playground (Boże Igrzysko)
- Age of Industry
- London